# Mod (trò chơi)
Mod (đọc là mót, viết tắt của modification, nghĩa đen: sự sửa đổi) là một sự thay đổi của người chơi hoặc người hâm mộ của một trò chơi điện tử thay đổi một hoặc nhiều khía cạnh của trò chơi đó, chẳng hạn như đồ họa hoặc hành xử trong trò chơi. Các mod có thể bao gồm từ những thay đổi nhỏ và tinh chỉnh để hoàn thành đại tu, và có thể mở rộng giá trị chơi lại và sự quan tâm của trò chơi.
Việc sửa đổi trò chơi cũng có thể được hiểu là hành động tìm kiếm và cài đặt các bản mod cho trò chơi của người chơi, nhưng hành động điều chỉnh các cài đặt và tùy chọn có sẵn không thực sự là sửa đổi.
Mod được cho là trở thành một yếu tố ngày càng quan trọng trong thành công thương mại của một số trò chơi, vì chúng thêm chiều sâu cho trò chơi gốc, và có thể vừa hữu ích cho người chơi vừa là phương tiện thể hiện bản thân.
Mọi người có thể trở thành người hâm mộ của các mod cụ thể, ngoài những người hâm mộ trò chơi mà họ tham gia, chẳng hạn như yêu cầu các tính năng và thay đổi cho các mod này. Trong trường hợp các mod rất phổ biến, người chơi có thể phải làm rõ rằng họ đang đề cập đến trò chơi chưa được sửa đổi khi nói về việc chơi một trò chơi. Thuật ngữ vanilla thường được sử dụng để làm cho sự khác biệt này. Chẳng hạn "Vanilla Battlefield 1942" đề cập đến trò chơi Battlefield 1942 gốc, chưa mod (độ chế).
Ngay từ những năm 1980, các mod trò chơi video cũng đã được sử dụng cho mục đích duy nhất là tạo ra nghệ thuật, trái ngược với một trò chơi thực tế. Điều này có thể bao gồm ghi lại các hành động trong trò chơi như một bộ phim, cũng như cố gắng tái tạo các khu vực thực tế trong trò chơi mà không liên quan đến giá trị chơi trò chơi. Điều này đã dẫn đến sự gia tăng của sửa đổi trò chơi video nghệ thuật, cũng như machinima và demoscene.

## Phát triển
Nhiều mod không được các nhà tạo ra công khai phát hành cho cộng đồng game thủ. Một số mod rất giới hạn và chỉ bao gồm một số thay đổi gameplay hoặc thậm chí chỉ là màn hình tải trọng khác, trong khi các mod khác là những sự thay đổi toàn diện và có thể sửa đổi nội dung và gameplay một cách rộng rãi. Một số mod trở nên rất phổ biến và biến chúng thành những trò chơi riêng biệt, với quyền được mua lại và biến thành một sự sửa đổi chính thức, hoặc trong một số trường hợp là một tựa đề độc lập không yêu cầu trò chơi gốc để chơi.
Kỹ năng kỹ thuật và xã hội được yêu cầu để tạo ra một mod. Một nhóm các nhà phát triển mod có thể cùng nhau thành lập một  "mod team".
Doom (1993) là trò chơi đầu tiên có cộng đồng modding lớn. Đổi lại cho nền tảng kỹ thuật để mod, id Software khẳng định rằng các mod chỉ hoạt động với phiên bản bán lẻ của trò chơi (không phải phiên bản thử nghiệm), điều này được tôn trọng bởi các nhà modding và làm tăng doanh số bán hàng của Doom. Một yếu tố khác làm nổi tiếng việc modding Doom là sự phổ biến ngày càng tăng của mạng Internet, cho phép các cộng đồng modding hình thành. Các mod cho Quake (1996) như "Capture the Flag" và "Team Fortress" đã trở thành các tính năng tiêu chuẩn trong các trò chơi sau này thuộc thể loại bắn súng. Trong khi các trò chơi bắn súng góc nhìn thứ nhất phổ biến để mod, thể loại virtual pet với các trò chơi như Petz (1995) và Creatures (1996) đã tạo điều kiện cho các nhà modder trẻ tuổi, đặc biệt là các cô gái.

### Công cụ
Công cụ tạo mod là một loạt các bộ công cụ xây dựng để tạo ra mod cho một trò chơi. Các công cụ tạo mod thương mại đầu tiên là Boulder Dash Construction Kit (1986) và The Bard's Tale Construction Set (1991), cho phép người dùng tạo ra thiết kế trò chơi trong các loạt game đó. Tuy nhiên, công cụ tạo mod thành công hơn trong giai đoạn đầu là Forgotten Realms: Unlimited Adventures năm 1992 của Strategic Simulations, Inc., cho phép người dùng xây dựng các trò chơi dựa trên thế giới game đã được ra mắt với trò chơi Pool of Radiance.
Đến giữa những năm 1990, các công cụ tạo mod thường được cung cấp kèm theo các trò chơi trên PC, và đến đầu những năm 2000, một trò chơi được ra mắt mà không có công cụ tạo mod được coi là đáng chú ý hơn trong các đánh giá. Maxis đã phát hành các công cụ tạo mod cho The Sims (2000) trước cả trò chơi chính, dẫn đến việc có sẵn một loạt mod do fan tạo ra ngay từ khi ra mắt. Chiến dịch quảng cáo cho Neverwinter Nights (2002) tập trung vào Aurora toolset đi kèm. World Editor cho Warcraft III (2002) cho phép tạo ra nhiều kịch bản tùy chỉnh hoặc bản đồ cho trò chơi, bao gồm nhiều bản đồ tower defense và multiplayer online battle arena, trong đó nổi bật nhất là Defense of the Ancients. Việc cung cấp công cụ vẫn được coi là cách thực tế nhất mà một công ty có thể thông báo cho người hâm mộ biết rằng trò chơi của họ mở cửa cho việc modding. Người hâm mộ cũng có thể sử dụng và tạo ra các công cụ phần mềm mã nguồn mở để modding trò chơi.
Cũng có các công cụ phân phối nội dung miễn phí có sẵn giúp việc chơi các mod dễ dàng hơn. Chúng giúp quản lý việc tải xuống, cập nhật và cài đặt mod để cho phép những người không thành thạo về kỹ thuật có thể chơi được. Dịch vụ "Workshop" của Steam, ví dụ, cho phép người dùng dễ dàng tải xuống và cài đặt các mod trong các trò chơi được hỗ trợ.

### Hỗ trợ mod trong trò chơi
Khả năng thay đổi của người dùng cuối trong trò chơi thay đổi rất nhiều, mặc dù có thể không có mối tương quan nhiều đối với số lượng và chất lượng của các mod được tạo ra cho một trò chơi.
Nói chung, những trò chơi thuận tiện cho việc sửa đổi sẽ xác định các biến gameplay trong các tệp văn bản hoặc định dạng tệp khác không thuộc sở hữu (ví dụ như trong loạt trò chơi Civilization người chơi có thể thay đổi tốc độ di chuyển trên đường và nhiều yếu tố khác), và có đồ họa theo định dạng chuẩn như bitmaps. Nhà phát hành cũng có thể xác định tính thân thiện với mod trong cách các tệp nguồn quan trọng được cung cấp, chẳng hạn như Doom có tài sản nghệ thuật riêng biệt với chương trình chính, cho phép chúng được chia sẻ và sửa đổi.
Các trò chơi có sự hỗ trợ khác nhau từ các nhà phát hành của họ cho việc sửa đổi, nhưng thường yêu cầu phần mềm chuyên nghiệp đắt tiền để tạo ra. Một ví dụ như Homeworld 2, yêu cầu chương trình Maya để xây dựng các đối tượng mới trong trò chơi. Tuy nhiên, có các phiên bản miễn phí của Maya và các phần mềm mô hình hóa tiên tiến khác. Cũng có các chương trình mô hình hóa miễn phí và thậm chí mã nguồn mở (như Blender) có thể được sử dụng.
Đối với những mod nâng cao như Desert Combat là những sự chuyển đổi toàn bộ, cần sử dụng phần mềm mô hình hóa và tạo hình phức tạp để tạo nội dung gốc. Các mod nâng cao có thể sánh ngang về độ phức tạp và công việc so với việc tạo nội dung trò chơi gốc (ngoại trừ chính engine), khiến sự khác biệt về độ dễ dàng trong việc modding trở nên nhỏ so với tổng lượng công việc yêu cầu. Việc có một engine dễ dàng nhập mô hình ví dụ nhưng không giúp ích nhiều trong việc nghiên cứu, mô hình hóa và tạo hình ảnh thực tế cho một vật phẩm trong trò chơi. Kết quả là, các đặc điểm khác của trò chơi như sự phổ biến và khả năng sẽ có tác động chủ đạo đến số lượng mod được tạo ra cho trò chơi bởi người dùng.
Một trò chơi cho phép modding được gọi là "moddable". The Elder Scrolls V: Skyrim cùng với các phiên bản trước đó như Morrowind và Oblivion là những ví dụ về trò chơi có khả năng modding cao, với một trình chỉnh sửa chính thức có sẵn để tải xuống từ nhà phát triển. Daggerfall ít thích hợp cho modding hơn, nhưng vẫn có một số người phát hành những sửa đổi riêng của họ. Một số sửa đổi như Gunslingers Academy đã cố ý làm cho trò chơi dễ modding hơn bằng cách thêm hỗ trợ scripting hoặc externalizing code cơ bản. Supreme Commander đã đề ra mục tiêu trở thành "trò chơi có thể tùy chỉnh nhất" và bao gồm một trình quản lý mod cho phép modding mô-đun, cho phép sử dụng nhiều mod cùng một lúc.
Hiện nay, ngành công nghiệp trò chơi đang đặt ra câu hỏi về mức độ nên đón nhận đóng góp của người chơi trong việc tạo nội dung mới cho trò chơi hoặc cộng đồng mod là một phần của cấu trúc trong trò chơi. Một số công ty phần mềm công khai chấp nhận và thậm chí khuyến khích những cộng đồng như vậy. Tuy nhiên, có những công ty đã chọn bao quanh trò chơi của họ trong các chế độ bản quyền hoặc chế độ Sở hữu Trí tuệ (IPR) được kiểm soát chặt chẽ và đóng cửa các trang web mà họ coi là vi phạm quyền sở hữu của trò chơi. Các trò chơi phổ biến có thể có hàng chục ngàn mod được tạo cho chúng. Các trang web phổ biến dành riêng cho mod bao gồm Nexus Mods, APKJoymi, GameBanana, Mod DB và Steam Workshop.

### Vấn đề về di động
Đối với các trò chơi đa nền tảng, các mod viết cho phiên bản Windows không luôn tương thích với phiên bản Mac OS X và/hoặc Linux của trò chơi. Phần lớn điều này là do sự quan tâm của nhà phát hành đặt mức độ ưu tiên cao hơn cho việc chuyển đổi phiên bản chính của trò chơi, trong khi phân bổ tài nguyên để sửa chữa chuyển đổi các chức năng cụ thể của mod có thể không hiệu quả về chi phí đối với thị phần nhỏ hơn của các nền tảng thay thế. Ví dụ, Battlefield 1942, được port lên Mac OS X bởi Aspyr, gặp vấn đề truy cập tệp tin đặc biệt đối với các mod cho đến bản vá 1.61D. Unreal Tournament 2004 không có menu mod cộng đồng hoạt động trên phiên bản Mac OS X và, cho đến bản vá 3369, gặp không tương thích đồ họa với một số mod như Red Orchestra và Metaball.
Ngoài ra, các mod được biên dịch thành thư viện cụ thể cho từng nền tảng, như trong trường hợp của Doom 3, thường chỉ được xây dựng cho nền tảng Windows, dẫn đến thiếu tính tương thích đa nền tảng ngay cả khi trò chơi gốc có tính di động cao. Trong cùng quy luật suy luận này, các công cụ phát triển mod thường chỉ có sẵn trên nền tảng Windows. Công cụ Doom 3 Radiant của id Software và UnrealEd của Epic Games là những ví dụ cho điều này.
Các nhóm mod không có tài nguyên hoặc kiến thức để phát triển mod cho các nền tảng thay thế đôi khi sẽ thuê ngoài mã nguồn và tài sản nghệ thuật của họ cho các cá nhân hoặc nhóm có khả năng chuyển đổi mod.
Trang web chuyên biệt về mod cho Mac, Macologist, đã tạo ra các công cụ khởi chạy GUI và trình cài đặt cho nhiều mod UT2004, cũng như giải quyết các vấn đề chuyển đổi đa nền tảng cho các mod của các trò chơi khác.

### Hậu quả hoặc lợi ích không ngờ từ việc modding
Vào tháng 1 năm 2005, có thông báo rằng trong trò chơi The Sims 2 (2004), các bản mod thay đổi hành vi đồ vật và trò chơi đang không mong đợi được truyền cho người chơi khác thông qua tính năng "trao đổi" trên trang web chính thức, dẫn đến thay đổi hành vi trò chơi mà không có cảnh báo trước.
Sau sự cố với mod Hot Coffee, có những yêu cầu từ ngành công nghiệp để kiểm soát modders tốt hơn. Có lo ngại về những mod hiển thị sự trần trụi, và Bethesda không cho phép các mod có nội dung như vậy được tải lên trang web của họ. Nexus cho phép các mod cho phép sự trần trụi miễn là không có sự trần trụi trong hình ảnh xem trước. Một trong những mod phổ biến nhất của loại này là Caliente's Beautiful Bodies Edition, cho phép chỉnh sửa cơ thể trong Skyrim và Fallout 4 của Bethesda, và đã được tải xuống ít nhất 8,2 triệu lần.
Năm 2015, thành viên từ trang fan Grand Theft Auto là GTAForums đã báo cáo về trường hợp phần mềm độc hại được lưu thông qua các mod viết bằng .NET Framework cho Grand Theft Auto V. Hai trong số các mod được đề cập, gọi là "Angry Planes" và "No Clip", đi kèm với mã code để tải một công cụ truy cập từ xa và một keylogger để đánh cắp thông tin đăng nhập tài khoản Facebook và Steam. Các mod được đề cập đã bị ngừng lưu thông, và người chơi bị ảnh hưởng được khuyến nghị thay đổi mật khẩu tài khoản mạng xã hội và làm sạch máy tính của họ.

### Động lực của modder
Internet cung cấp một phương tiện giá rẻ để quảng bá và phân phối nội dung do người dùng tạo ra như các mod, một khía cạnh thường được biết đến với tên Web 2.0. Việc tạo mod trò chơi được miêu tả như việc kết hợp lại các trò chơi và có thể được coi là một phần của văn hóa remix như mô tả bởi Lawrence Lessig, hoặc như một người kế tục văn hóa hacker vui tươi đã tạo ra những trò chơi video đầu tiên.
Các mod có thể đồng thời hữu ích cho người chơi và là một phương tiện để tỏ bày bản thân. Olli Sotamaa đã xác định ba động cơ cho người hâm mộ để tạo ra các mod: để vá lỗi trong trò chơi, để tỏ bày bản thân, và để có một chân trong cánh cửa của ngành công nghiệp trò chơi điện tử. Đã được nhận thấy rằng những động cơ này bao gồm cả những động cơ nội tại và ngoại tại. Poor cho rằng việc trở thành một chuyên gia không phải là một động cơ chính của người tạo mod, nhấn mạnh rằng họ có xu hướng có một cộng đồng mạnh mẽ, và những người tạo mod lớn tuổi hơn, những người có thể đã có sự nghiệp ổn định, không có động cơ lớn hơn vì khả năng trở thành chuyên gia so với những người tạo mod trẻ hơn.

## Lịch sử
Một trong những trò chơi đầu tiên hỗ trợ việc sửa đổi của người dùng dưới dạng gói là Lode Runner (1983), bao gồm một trình chỉnh sửa cấp độ mà người dùng có thể tạo và lưu trữ các cấp độ để chia sẻ với người chơi khác trên cùng một máy tính.
Wolfenstein 3D (1992) của id Software, một trong những trò chơi bắn súng góc nhìn thứ nhất sớm nhất, được phát hành dưới một dạng không dành cho người dùng có thể chỉnh sửa trò chơi, nhưng người dùng đã tìm cách thay đổi các tệp tin của trò chơi sau khi khám phá chúng để tìm vị trí dữ liệu và tạo ra cấp độ và đồ họa của riêng họ. Vì vậy, khi id phát triển trò chơi tiếp theo của họ, Doom, họ chủ động tách riêng công cụ xử lý trò chơi và các khía cạnh khác liên quan đến hoạt động của trò chơi khỏi các cấp độ và đồ họa của trò chơi, đặt chúng vào một tệp WAD, viết tắt của "Where's All the Data?" (Dữ liệu ở đâu?). Bằng cách này, người tạo mod chỉ cần thay đổi tệp WAD để mod trò chơi, khởi đầu cho nhiều dự án modding Doom. Phương pháp tách biệt tệp dữ liệu khỏi tệp thực thi trở nên quan trọng cho việc modding của trò chơi video trong tương lai.

## Tình trạng chính thức của các mod
Các mod có thể kéo dài tuổi thọ của trò chơi, ví dụ như Half-Life (1998), mà tăng doanh số bán hàng trong ba năm đầu từ khi phát hành. Theo giám đốc marketing của Valve, tuổi thọ thông thường của một trò chơi sẽ là từ 12 đến 18 tháng, ngay cả khi nó là một "siêu hit". Vào đầu năm 2012, bản mod DayZ cho ARMA 2 được phát hành và gây ra một sự tăng đáng kể về doanh số bán hàng cho trò chơi ba năm tuổi, đưa nó lên vị trí hàng đầu trong doanh số bán hàng trực tuyến trong nhiều tháng và bán được hơn 300.000 bản cho trò chơi. Trong một số trường hợp, các nhà tạo mod chống lại việc vi phạm bản quyền đã tạo ra các mod áp dụng việc sử dụng bản sao hợp pháp của trò chơi.
Half-Life đã có một triển lãm mod hằng năm do Valve tổ chức, bắt đầu từ năm 1999, trưng bày những trò chơi mới được xây dựng bằng công cụ của Half-Life.
Vì sự phổ biến và chất lượng ngày càng tăng của việc tạo mod, một số nhà phát triển, như Firaxis, đã bao gồm các mod do người hâm mộ tạo ra trong các phiên bản mở rộng chính thức. Một trường hợp tương tự là của Valve, khi họ thuê nhà thiết kế chính của Defense of the Ancients là IceFrog để phát triển Dota 2.
Ví dụ, một số bản đồ, kịch bản và mod do người hâm mộ tạo ra, như bộ sưu tập "Best of the Net" và "Double Your Pleasure", đã được bao gồm trong bản mở rộng Fantastic Worlds của Civilization II và bản mở rộng Play the World của Civilization III, và trong bản mở rộng Beyond the Sword của Civilization IV, hai mod hiện có, Rhye's and Fall of Civilization và Fall from Heaven, đã được bao gồm trong bản mở rộng (phần sau thông qua một phiên bản tách rời mang tên Age of Ice). Sid Meier, người đã phản đối việc hỗ trợ mod trong Civilization II, nói rằng "sức mạnh của cộng đồng modding chính là lý do duy nhất mà series này còn tồn tại".

### Tình trạng pháp lý của mod
Pháp luật bản quyền liên quan đến trò chơi điện tử và gói mod là một vấn đề pháp lý đang tiến triển và chưa được giải quyết hoàn toàn. Sự không chắc chắn pháp lý xoay quanh việc bên nào là chủ sở hữu bản quyền hợp pháp của các mod trong gói - công ty sản xuất trò chơi, người sử dụng cuối tạo ra bộ sưu tập, hay các nhà tạo mod cá nhân. Trò chơi điện tử được bảo vệ bởi luật bản quyền như một "tác phẩm văn học". Trong ngữ cảnh Hoa Kỳ, cách thức mà người tạo mod tiếp cận mã nguồn của trò chơi để mod có thể vi phạm Đạo luật Bản quyền Thiên niên kỷ Kỹ thuật số hoặc Đạo luật Lạm dụng Máy tính hoặc thậm chí chỉ thỏa thuận cấp phép sử dụng cuối (EULA). Hầu hết các EULA cấm modder bán các mod của họ. Một vấn đề đặc biệt của các công ty là việc sử dụng tài liệu có bản quyền của một công ty khác trong các mod, chẳng hạn như mod "Aliens vs. Predator" của Quake, đã gây tranh cãi pháp lý bởi 20th Century Fox. Một số công ty, như Nintendo, ngăn chặn việc modding thông qua kiện tụng mạnh mẽ, các EULA và Điều khoản và Điều kiện nghiêm ngặt cho tài sản của họ. Chính các mod có thể mang vào các yếu tố khác có bản quyền vào trò chơi điện tử gây thêm khó khăn trong vấn đề này.
Một số người coi việc sử dụng tài liệu có bản quyền của fan trong các mod là một phần của "nền kinh tế đạo đức" và phát triển các quy tắc về việc tái sử dụng tài liệu này, thường đạt được một hệ thống chia sẻ sở hữu chung, trong đó các mod và mã nguồn được chia sẻ miễn phí với mục tiêu chung cho lợi ích cộng đồng. Một số luận điểm cho rằng các mod hoàn toàn chuyển đổi có thể được bảo hộ ở Hoa Kỳ dưới khái niệm sử dụng hợp lý.
Modding có thể được so sánh với phong trào phần mềm mã nguồn mở và phát triển trò chơi điện tử mã nguồn mở.
Năm 2006, một phần lý do Second Life tạo ra sự quan tâm là do nội dung do người dùng tạo ra (mod) là trung tâm của trải nghiệm và quyền sở hữu trí tuệ vẫn thuộc về người tạo người chơi. Điều này đã được nhà phát hành phát triển thành một thị trường.

### Tranh cãi xung quanh các bản mod trả phí
Vào tháng 4 năm 2015, Valve triển khai tính năng "mod trả phí" lên Steam; trò chơi đầu tiên triển khai tính năng này là The Elder Scrolls V: Skyrim. Hành động này đã gây ra sự phản đối nhanh chóng từ cộng đồng modding, và sau một đợt phản ánh to lớn về các mod có giá cao, nội dung được xuất bản mà không có sự đồng ý của tác giả và lo ngại về các mod chứa nội dung bản quyền của bên thứ ba (tức là tài liệu mà không phải Valve hay người tạo mod sở hữu), Valve đã hoàn toàn ngừng tính năng 'mod trả phí' và đồng ý hoàn tiền cho những người đã chi tiền để mua mod. Các mối quan ngại khác bao gồm việc có khả năng mod trò chơi là một lý do vì sao người chơi mua trò chơi trên PC, và lo ngại rằng những người mới vào nghề modding sẽ không thể xây dựng lên những nền tảng sẵn có bằng cách mod các mod hiện có, và các nhóm mod sẽ trở nên không thể làm việc. Việc loại bỏ hệ thống này cũng bị chỉ trích.